# Poniente (macrosector)
Poniente es un macrosector de la ciudad de Temuco, Chile. Se ubica en la zona centro-poniente de la urbe. En el año 2000, fue definido oficialmente por la Municipalidad de Temuco en su Plan de desarrollo comunal. Luego, en 2010, en su Diagnóstico sistémico territorial, el gobierno comunal modificó sus límites, traspasando parte su territorio a los macrosectores Centro, Pedro de Valdivia, Universidad y Labranza. Un nuevo Diagnóstico territorial le devolvió, en 2014, sus bordes originales, siendo sus macrosectores limítrofes actuales Pedro de Valdivia, por el norte; El Carmen, por el noroeste; Botrolhue, por el oeste; Amanecer, por el sur; el Centro de Temuco, por el este.

## Geografía
Se ubica en centro-poniente de la ciudad de Temuco.
Entre 2010 y 2014, contó solamente con 7,49 kilómetros cuadrados de superficie, al traspasarse parte de su territorio Centro, Pedro de Valdivia, Universidad y Labranza.
En 2014, al restablecerse sus límites, quedó nuevamente con sus 11,47 kilómetros cuadrados iniciales.

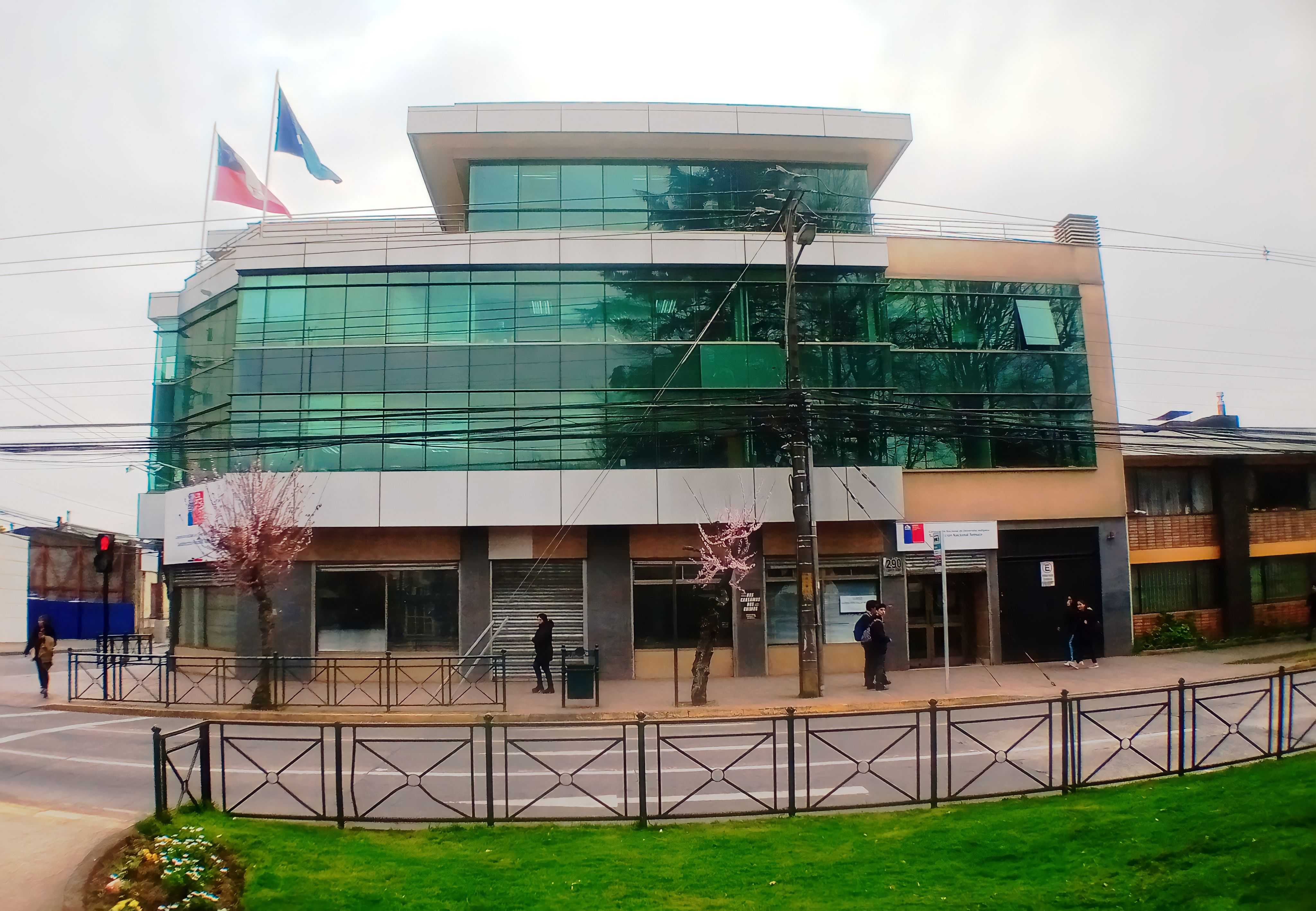
Subdirección nacional de la Conadi, edificio ubicado en el Centro, uno de los macrosectores limítrofes del Poniente.

### Sectores limítrofes
El sector Poniente limita con los siguientes sectores:
| Noroeste: El Carmen | Norte: Pedro de Valdivia | Noreste: Centro |
| Oeste: Botrolhue    |                          | Este: Centro    |
| Suroeste: Botrolhue | Sur: Amanecer            | Sureste: Centro |

## Historia
El antecedente del sector Poniente son algunas casas coloniales y sus parcelas, pertenecientes a migrantes alemanes, ubicadas al oeste de Temuco y a las cuales se accedía por un camino de tierra. La zona terminó incorporándose al área urbana y el camino se transformó en la avenida Alemania, convirtiéndose el área en el sector alto de Temuco.
En los años 1960, se crean Héroes de La Concepción, Los Trigales, Monteverde, San Martín, José Miguel Carrera y otros barrios de viviendas sociales que permitieron extender la ciudad hacia el oeste, ya que el río Cautín y el cerro Ñielol impedían su crecimiento hacia el oriente y el norte, respectivamente.
En la década de 1990, se estableció en el barrio Torremolinos un polo comercial que luego transformó a la avenida Alemania en una zona mercantil.

## Demografía
La población de este macrosector de la ciudad de Temuco, corresponde a 48 381 habitantes, según un diagnóstico de estudio territorial del año 2020.

## Arte
Los lugares del sector donde se desarrolla o se expone arte son los siguientes:
- Casino Dreams.
- Escuela Artística Municipal Armando Dufey Blanc.

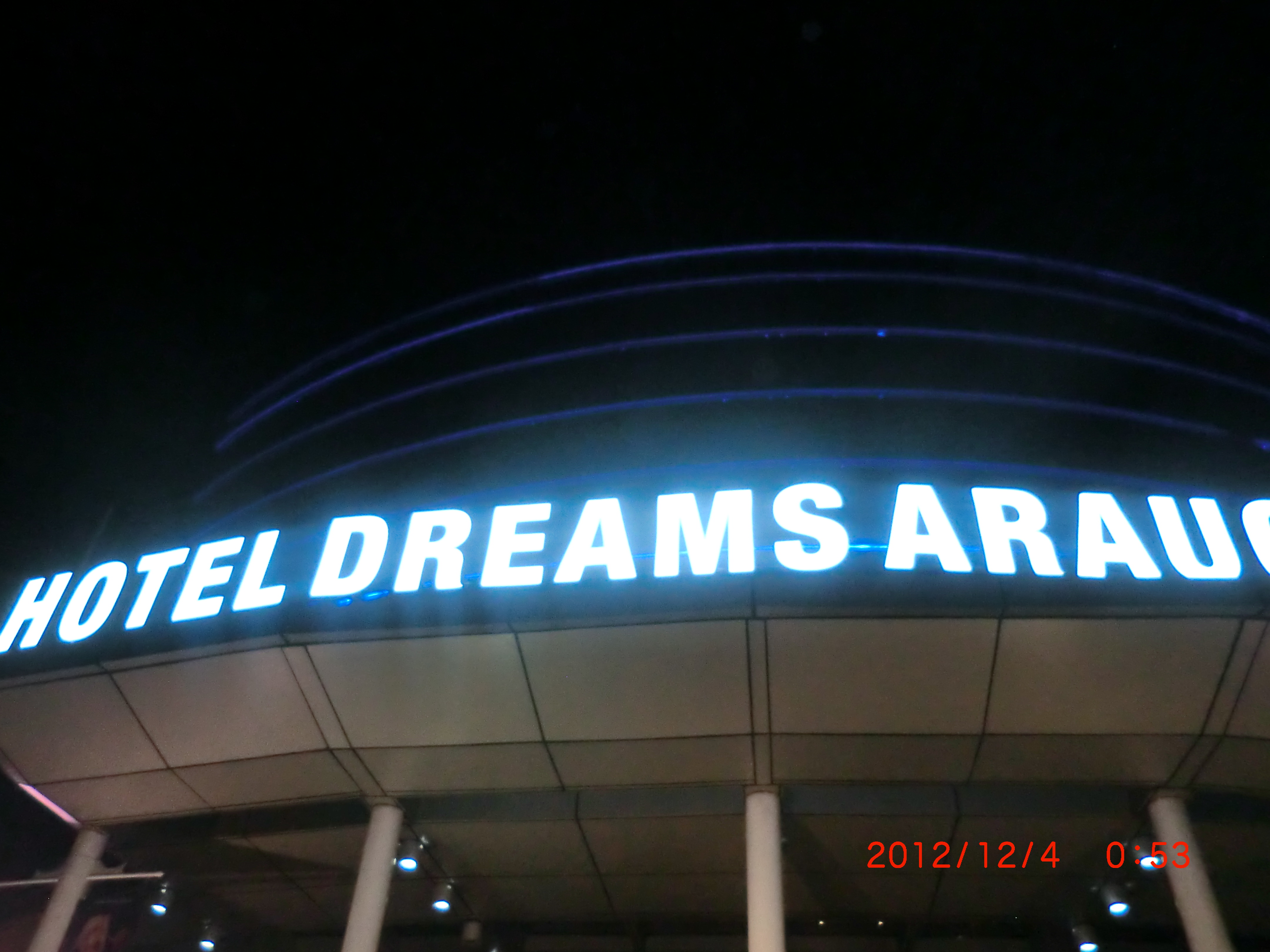
Hotel Dreams Araucanía.

- Portal Temuco.
- Teatro Municipal de Temuco.
- Universidad Católica de Temuco.
- Universidad Mayor.
- Universidad Santo Tomás.

## Comercio
A pesar de ser una zona residencial, existen áreas del sector Poniente que, en las últimas décadas, han comenzado a mostrar una mezcla en el uso del suelo, y actualmente presentan también comercio. Es el caso de las avenidas Alemania (centro comercial Portal Temuco, Casino Dreams y alrededores), Pablo Neruda (centro comercial Sevilla), San Martín y Bernardo O'Higgins. También, destacan los supermercados Líder y Unimarc.
Según Fernando Daettwyler, presidente de la Cámara Chilena de la Construcción, el sector Poniente cuenta con excelentes condiciones para invertir. Actualmente, se construye una nueva sucursal de Sodimac junto al centro comercial Espacio Los Pablos. Su inauguración está planificada para fines de 2020. También se espera la apertura de una cafetería Starbucks. La cadena de supermercados Tottus está considerando instalarse en el lugar.

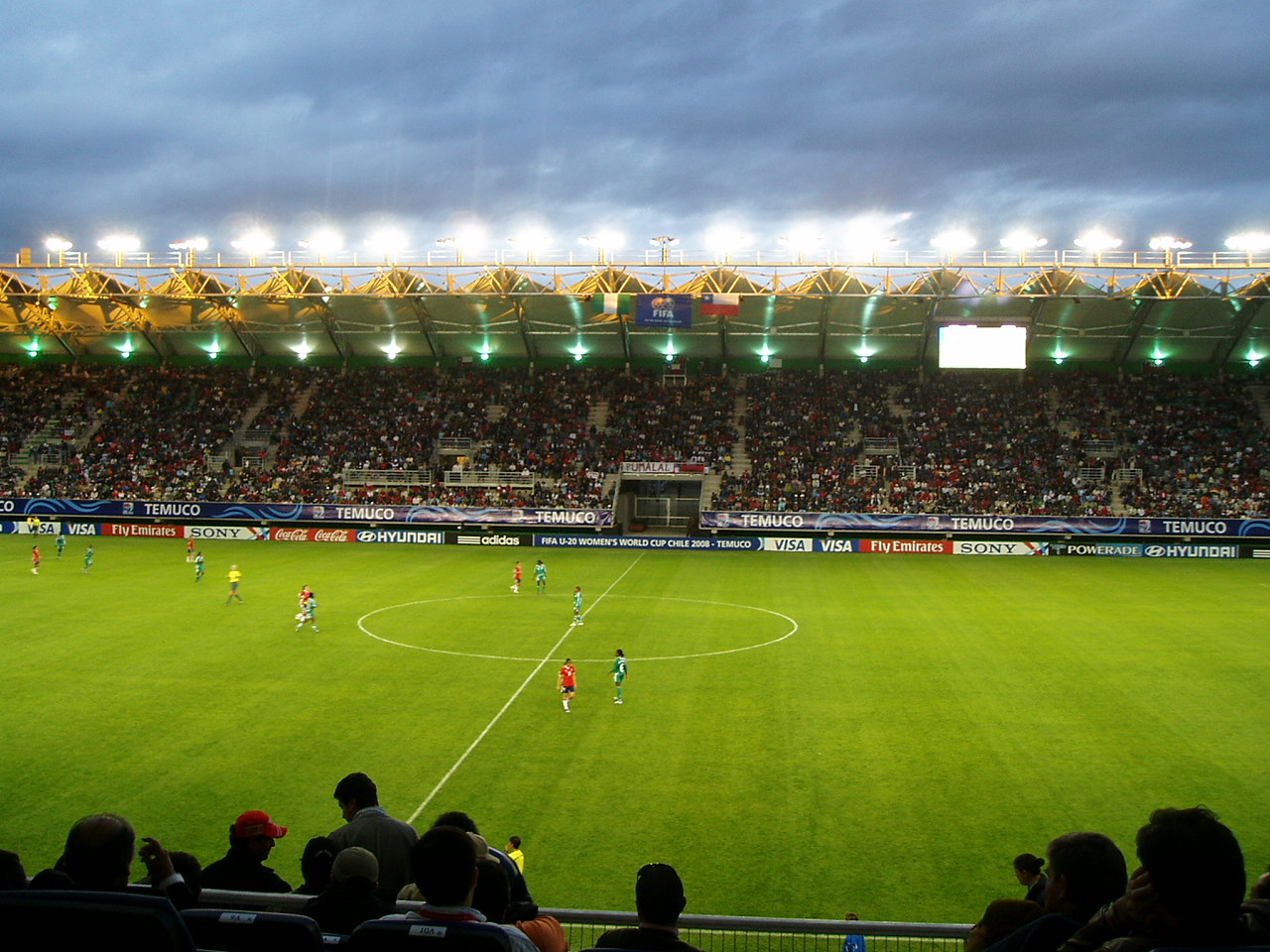
Estadio Germán Becker.

### Otros centros comerciales
Otros centros de compras son:
- Mall Mirage.
- Paseo Los Suizos.
- Patio Barrio Inglés.

## Deportes
Sus recintos deportivos más importantes son:

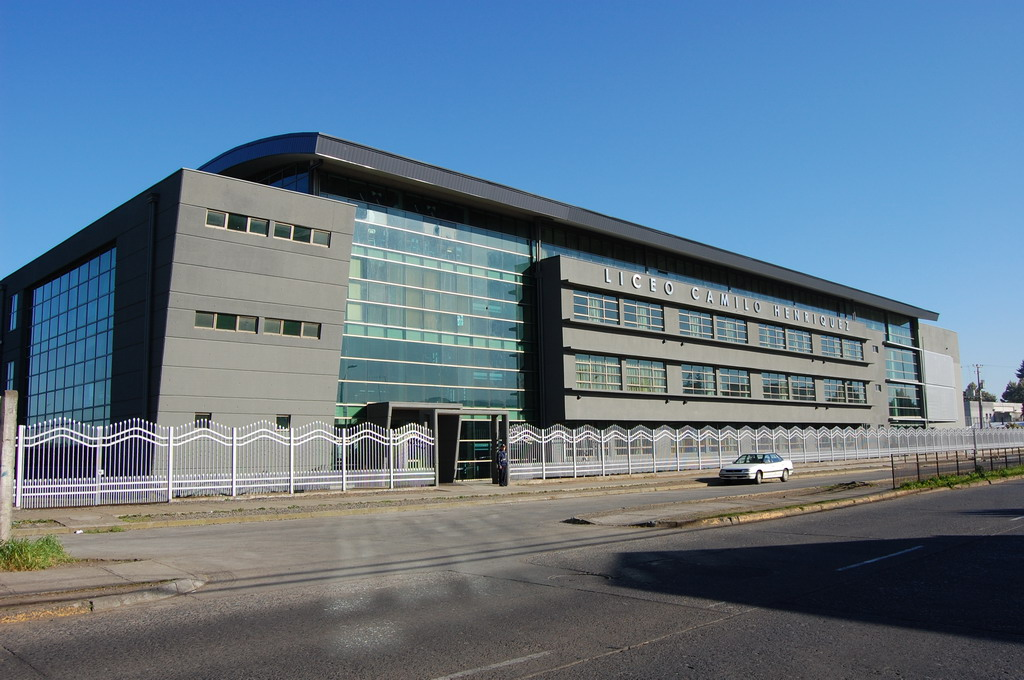
Liceo Camilo Henríquez.

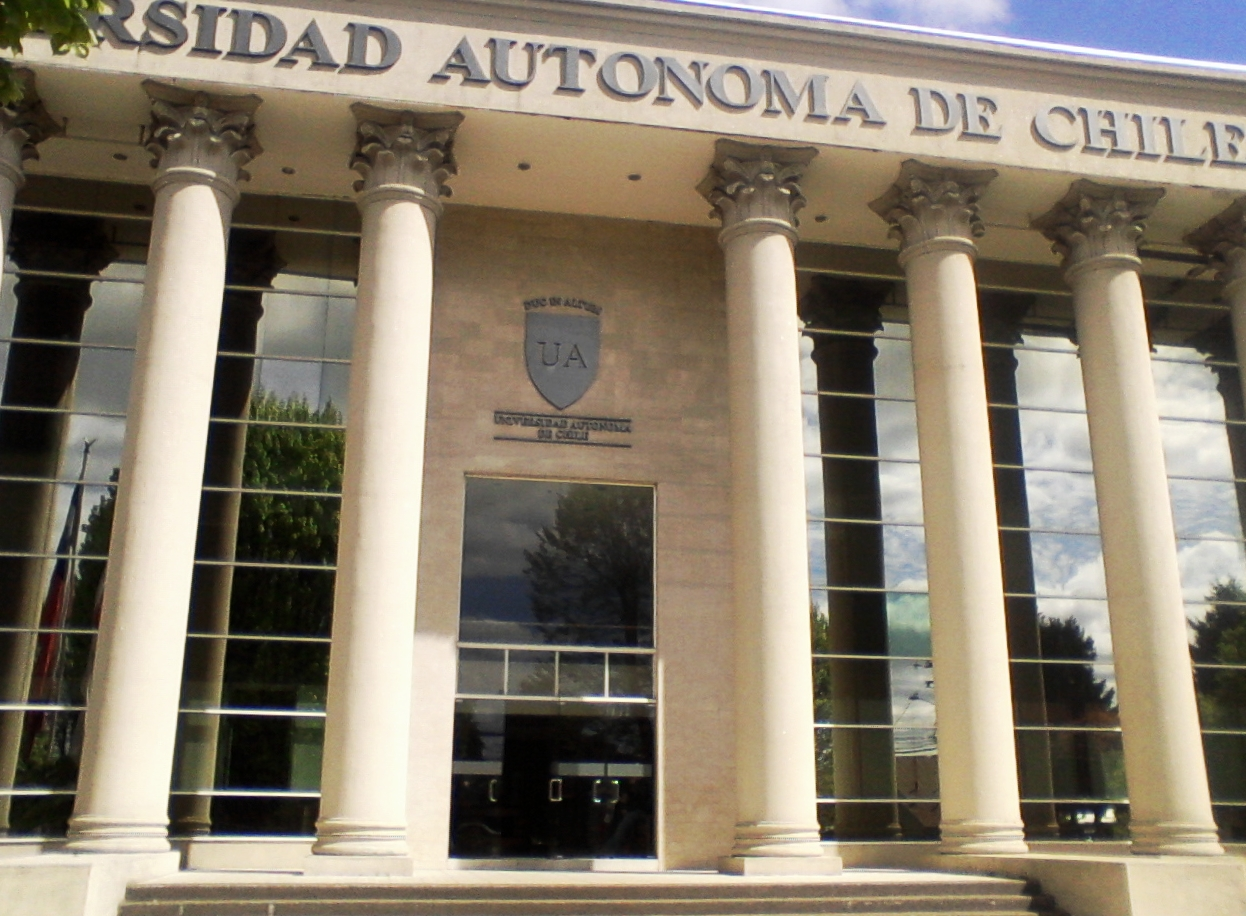
Universidad Autónoma de Chile, sede de Temuco.

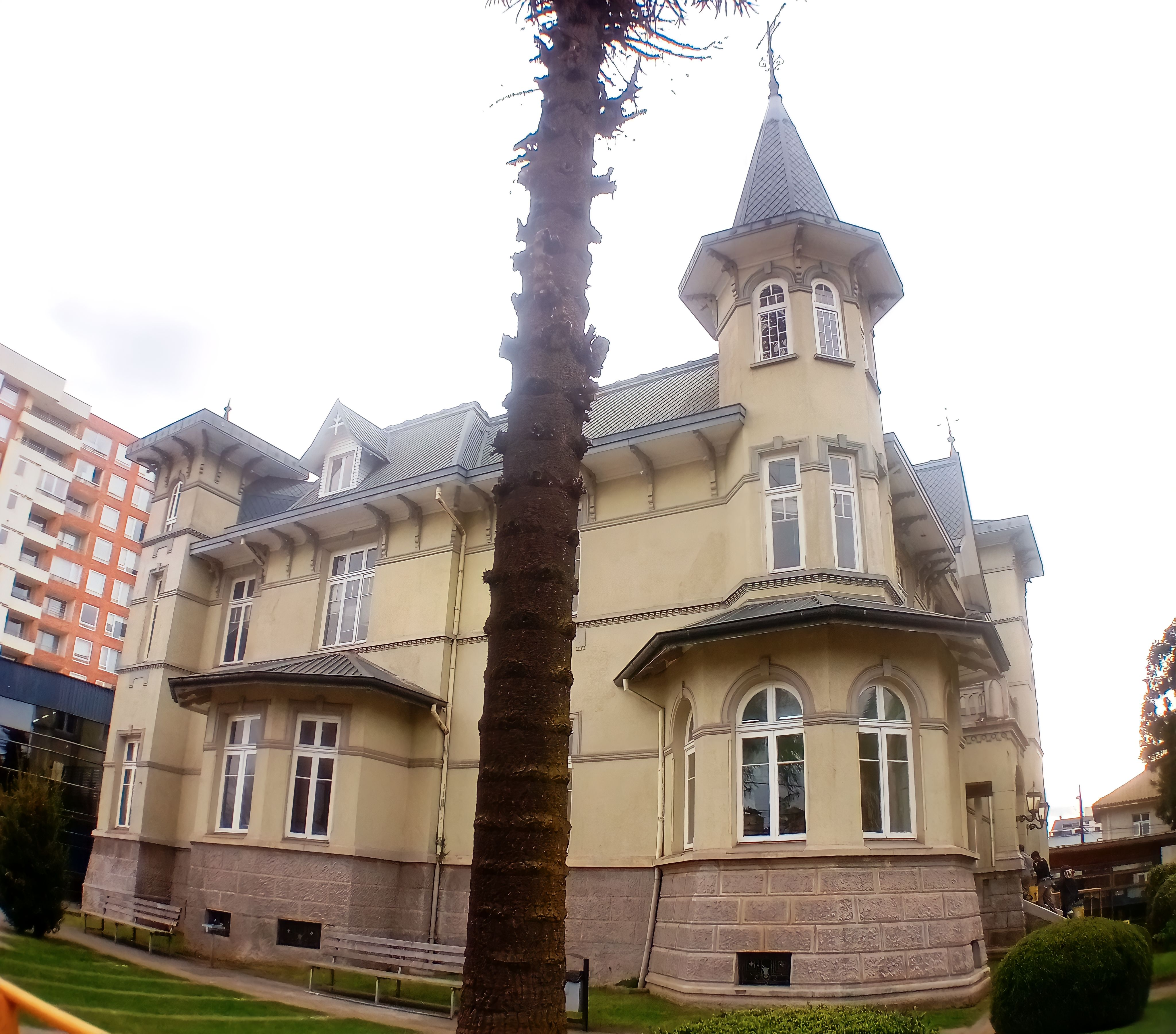
Campus Menchaca Lira de la Universidad Católica de Temuco.

- Estadio Germán Becker.[5]
- Polideportivo Andes.[8]

## Educación

### Primaria y secundaria
Las organizaciones de enseñanza básica y media son:
- Colegio Alemán de Temuco.
- Colegio Bautista de Temuco (compartido con el sector Centro).
- Colegio Centenario.
- Colegio George Chaytor.
- Colegio Municipal Mundo Mágico.
- Colegio Nueva Concepción.
- Colegio siglo XXI.
- Escuela Artística Municipal Armando Dufey Blanc.
- Escuela Llaima.
- Escuela Los Trigales.
- Escuela Millaray.
- Escuela San Francisco de Asís.
- Greenhouse School.
- Liceo Bicentenario de Temuco.
- Liceo Camilo Henríquez.
- Liceo Industrial de Temuco.

### Educación superior
En la avenida Alemania, además del comercio, se concentran varias instituciones de educación superior:
- Universidad Autónoma de Chile.
- Universidad Católica de Temuco.
- Universidad de La Frontera.
- Universidad Mayor.

También, existen organizaciones educacionales de tercer nivel en otros lugares del sector. Dichas entidades son las siguientes:

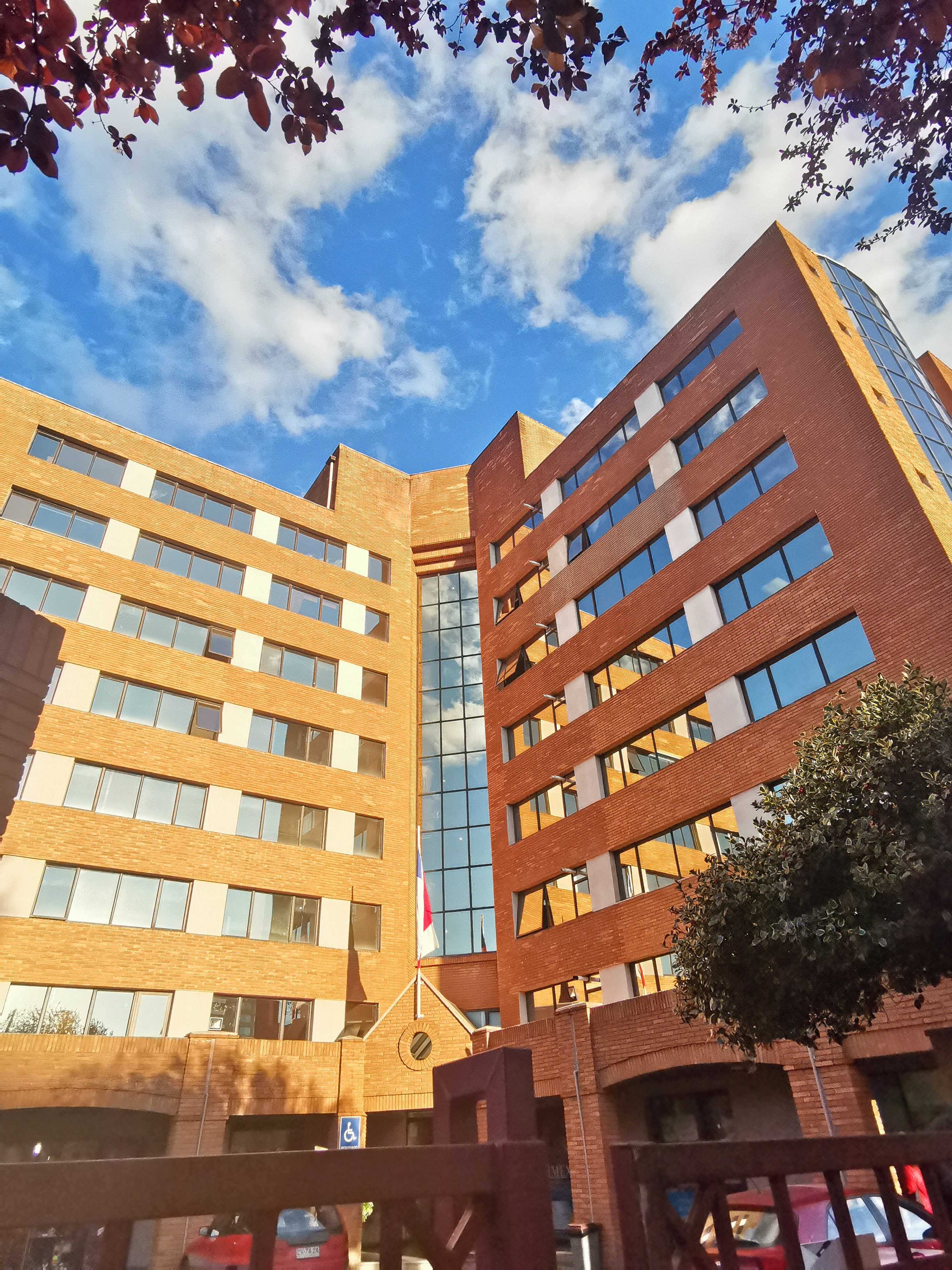
Edificio Dinamarca.

- Seminario Teológico Aliancista.[9]
- Universidad La República.[10]

## Religión
Los templos destacados del sector Poniente se listan a continuación:
- Iglesia Adventista (barrio Amuley).
- Iglesia Dinamarca de la Alianza Cristiana y Misionera.
- Iglesia Nuestra Señora de los Rayos.
- La Iglesia de Jesucristo de los Santos de los Últimos Días (sector Alemán).
- Parroquia San Juan Bautista.

## Salud
Los recintos de salud son:
- Asociación Chilena de Seguridad.
- Clínica Alemana de Temuco.
- Clínica ICOS Inmunomédica.
- Clínica Mayor.
- Edificio Dinamarca.
- Mutual de Seguridad.

## Transporte

### Arterias viales
Las vías de transporte con sentido de este a oeste y viceversa, se encuentran desarrolladas pero se genera en ellas congestión vehicular. En cambio, las arterias viales que van de norte a sur o de regreso, no logran unir completamente a la ciudad.

#### Avenida Alemania
Inicialmente, era un camino de tierra que unía Temuco con un sector de casonas de colonos alemanes. Con el paso del tiempo, se transformó en una avenida que conservó por un tiempo las casas coloniales, hasta llegar a ser hoy un polo comercial.

#### Avenida Las Encinas
Para fines de 2020, está planificada la apertura de la avenida Las Encinas entre el centro comercial Espacio Los Pablos y la calle Máximo Reyes, tramo pendiente de esta arteria vial y que era exigido por los habitantes del barrio Los Conquistadores.

#### Otras arterias viales
Otras vías de transporte de relevancia son:

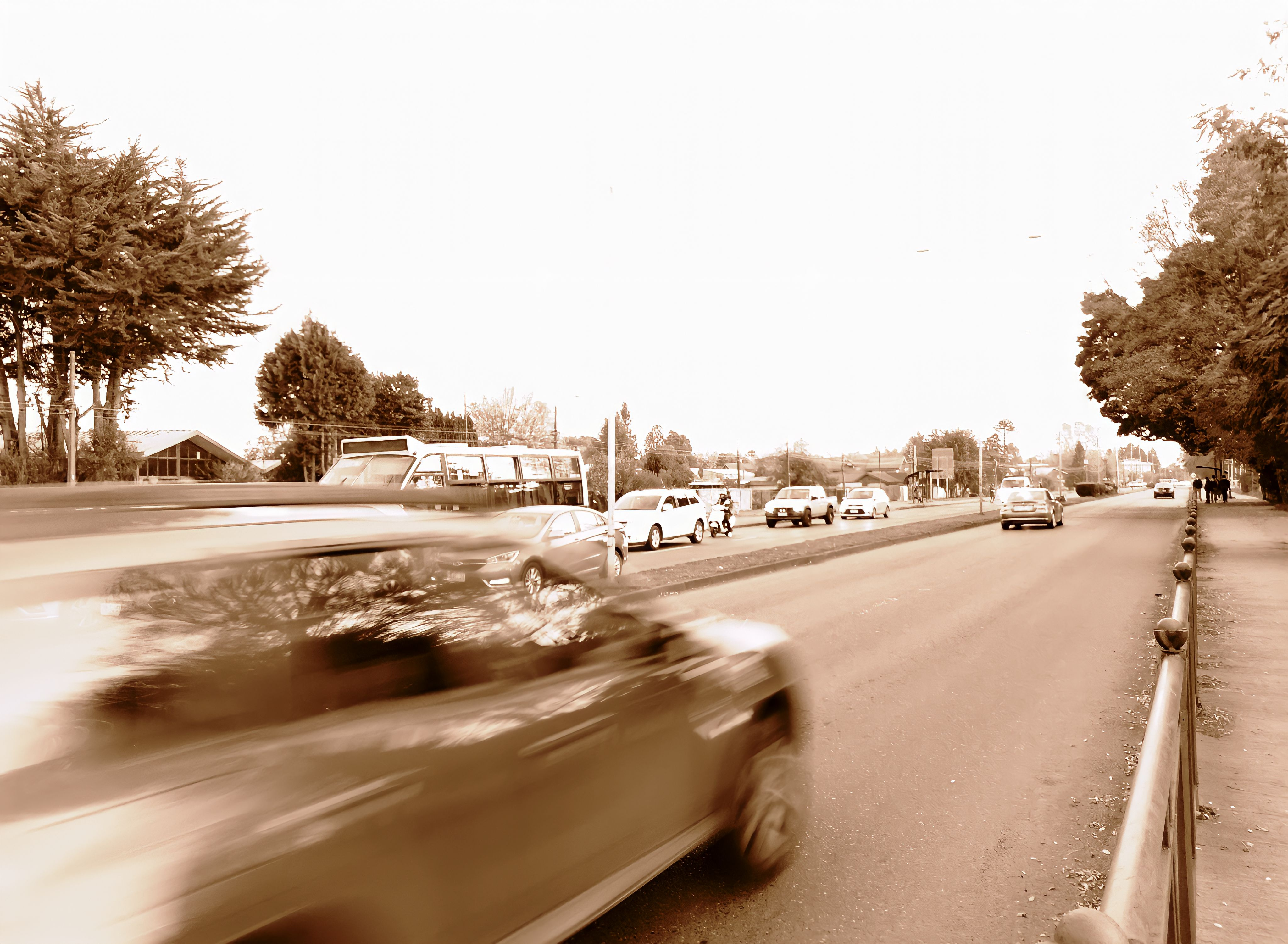
La avenida Francisco Salazar, a la altura del laboratorio de la Dirección de Vialidad.

- la avenida Bernardo O'Higgins.
- la avenida Gabriela Mistral.
- la avenida Javiera Carrera.
- la avenida Los Conquistadores.
- la avenida Los Estudiantes.
- la avenida Los Pablos.
- la avenida Pablo Neruda.
- la ciclovía Temuco-Labranza.

## Urbanismo
El sector Poniente es un área residencial, pero en ciertas zonas, como las avenidas Alemania, San Martín, Bernardo O'Higgins y Pablo Neruda, el uso de viviendas se ha mezclado con el comercial.
Los sectores Centro y Poniente son los únicos pertenecientes a Temuco que poseen alturas mayores a dos pisos.

### Barrios
Los barrios del sector Poniente son:
- Alfa.
- Aluantú.
- Amuley.
- Antumalal.
- Apoquindo.
- Banco del Estado.
- Banco del Estado II.
- Barcelona.
- Barrio Inglés (compartido con el sector Pedro de Valdivia).
- Bayona.[11]
- Camino del Alba.
- Carabineros (compartido con el sector Pedro de Valdivia)..
- Cataluña.
- Centro Residencial Alemania.
- Condominio Frankfurt.[12]
- Copihual.
- Cordillera.
- Dreves.
- Estadio.
- Héroes de La Concepción.
- Jardín de América.
- Jardín de las Rosas.
- José Miguel Carrera.
- Lafquen.
- Las Condes.
- Llaima.
- Lomas de Mirasur.
- Los Conquistadores.
- Los Corrales (compartido con el sector Labranza).
- Los Lagos.
- Los Parques de San Sebastián.
- Los Solares.
- Los Trigales.
- Millaray.
- Monteverde.
- Municipal.
- Parque del Estadio.
- Pflaumer.
- Población Temuco.
- Portal de la frontera (alrededores cercanos a Labranza)
- Puerta de Alcalá.
- Rochdale.
- San Martín.
- Santa Cecilia.
- Santa Teresa.
- Suiza.
- Teodoro Schmidt.
- Tobalaba.
- Torremolinos.
- Trañi-Trañi.
- Trianón.
- Tupahue.
- Valle de Alcalá.
- Valle de Flores.
- Valle de Mirasur.
- Villa del Prado.
- Villa Real.
- Vimacaucoop.
- Vitacura.

### Edificios
Algunos edificios de importancia son:
- Condominio Aragón.
- Condominio Gabriela Mistral.
- Condominio Jardín de Los Reyes.
- Edificio Calatayud.
- Edificio Don Simón XII.
- Edificio El Conquistador.

## Apagón
El 18 de abril de 2015, se produjo un corte de energía eléctrica en Barrio inglés, Los Conquistadores, Lomas de Mirasur, entre otros del sector Poniente, y que se extendió más allá de sus límites, afectando además al Portal de La Frontera. La interrupción del suministro obligó a los usuarios a perderse el clásico del fútbol chileno entre los clubes Universidad Católica y Colo-Colo, que se jugaba a esa hora.